# Eisenbahnunfall von Warthausen
Bei dem Eisenbahnunfall von Warthausen kollidierten am Morgen des 6. Januar 1944 zwei Personenzüge im Bahnhof von Warthausen. Zwölf Menschen starben.

## Ausgangslage
Im südlichen Bereich des Bahnhofs Warthausen kreuzte das Gleis der Schmalspurbahn Biberach an der Riß–Ochsenhausen niveaugleich die normalspurige Bahnstrecke Ulm–Friedrichshafen. Zwei Schutzweichen und je ein Deckungssignal sicherten die Schmalspurbahn. Die Sicherheit auf der Hauptbahn wurde durch das südliche Einfahr- und Ausfahrsignal des Bahnhofs gewährleistet. Die Signalanlagen für beide Bahnen standen in gegenseitiger Abhängigkeit, so dass immer nur eine Fahrstraße freigegeben werden konnte. Weichen und Signale der Kreuzung wurden von einem Wärterstellwerk in deren Nähe gesteuert.
Der GmP 313, ein gemischter Zug aus Ochsenhausen nach Biberach an der Riß, wurde von einer Dampflokomotive der Baureihe 99.65 gezogen. Er erreichte den Bahnhof Warthausen planmäßig um 06:46 Uhr. Die Personenwagen waren älterer Bauart, deren Aufbau noch komplett aus Holz bestand. Zeitgleich näherte sich dem Bahnhof aus südlicher Richtung der Personenzug P 1521 aus Friedrichshafen nach Ulm, leicht verspätet. Er wurde von einer Dampflokomotive der Baureihe 18.1 gezogen.
Planmäßig hätte der P 1521 vor dem GmP 313 die Kreuzung befahren sollen. So aber gewährte der Fahrdienstleiter dem abfahrbereiten GmP 313, die Kreuzung zuerst zu befahren. Die Fahrstraße wurde entsprechend festgelegt, so dass das Deckungssignal der Schmalspurbahn „Fahrt“ (Hp 1) zeigte. Damit zeigte das Signal auf der Hauptbahn für den P 1521 automatisch „Halt“ (Hp 0).
An diesem Januarmorgen herrschte dichter Nebel und die Sicht war schlecht.

## Unfallhergang
Der Lokomotivführer des P 1521 erkannte das „Halt“ zeigende Signal nicht und fuhr daran vorbei. Der Schmalspurzug befuhr gerade die Kreuzung, als ihm die Lokomotive des Hauptbahnzuges in die Flanke fuhr und dabei einige der Wagen mit hölzernen Aufbauten zertrümmerte. Vier Wagen wurden zerstört, zwei weitere beschädigt.

## Folgen
Zwölf Menschen starben, eine unbekannte Zahl wurde darüber hinaus verletzt, zum Teil schwer. Alle Opfer kamen aus den zerstörten Wagen. Die kollidierende Lokomotive der Baureihe 18.1 wurde beschädigt, ihr Zug blieb völlig unversehrt.
Das Ergebnis der Ermittlung, wie der Unfall geschehen konnte, ist unbekannt. Über den Unfall wurde eine Nachrichtensperre verhängt.

## Wissenswert
Die niveaugleiche Kreuzung beider Strecken blieb bis zur Einstellung des Personenverkehrs auf der Schmalspurbahn 1964 in Betrieb.